# Alain Berset
Alain Berset (Fribourg, 9. travnja 1972.) je švicarski političar i član Socijaldemokratske stranke Švicarske od 2000. godine. Od 2011. do 2023. bio je član Švicarskog saveznog vijeća i ministar unutarnjih poslova.

## Privatno
Oženjen je i otac troje djece. Živi u Belfauxu.
Alain Berset govori njemački, francuski i engleski jezik.

## Vanjske poveznice
- Službena biografija (njemački)